# Павловский, Александр Алексеевич
Александр Алексеевич Павловский (бел. Аляксандр Аляксеевіч Паўлоўскі; род. 14 февраля 1950 года, п. Голицыно, Одинцовский район, Московская область, РСФСР, СССР) — белорусский государственный деятель, военачальник, дипломат. Генерал-лейтенант.

## Биография

### Образование
В 1971 году — окончил Казанское высшее танковое командное училище.
В 1978 году — окончил Военную академию бронетанковых войск.
В 1996 году — окончил Военную академию Генерального штаба Вооружённых сил Российской Федерации.

### Воинская служба
Проходил службу на различных должностях в танковых войсках. Командовал взводом, батальоном, полком, дивизией, механизированной бригадой.
Исполнял обязанности заместителя командира армейского корпуса.
5 июля 1994 года освобождён от должности командира 6-й гвардейской отдельной механизированной бригады 28-го армейского корпуса в связи с поступлением в Военную академию Генерального штаба Вооружённых сил Российской Федерации и зачислен в распоряжение Министра обороны Республики Беларусь.
С 4 сентября 1996 года — начальник Главного управления пограничных войск Республики Беларусь.
С 24 сентября 2001 года по 10 апреля 2007 года — председатель Государственного комитета пограничных войск Республики Беларусь.
С 10 апреля 2007 года — зачислен в распоряжение Государственного комитета пограничных войск Республики Беларусь для последующего увольнения с военной службы.

### Дипломатическая служба
26 февраля 2008 года — 16 ноября 2012 года — чрезвычайный и полномочный посол Республики Беларусь во Французской Республике, постоянный представитель Республики Беларусь при ЮНЕСКО.
10 июня 2008 года — 16 ноября 2012 года — чрезвычайный и полномочный посол Республики Беларусь в Королевстве Испания и Португальской Республике по совместительству.

## Награды
- Орден Дружбы (17 января 2003 года, Россия) — за заслуги в развитии российско-белорусского пограничного сотрудничества и обеспечении безопасности государственной границы Союзного государства[6].
- Медаль «За отличие в охране государственной границы» (1 августа 1998 года, Россия) — за большой вклад в укрепление сотрудничества между Россией и Белоруссией по обеспечению безопасности государственных границ[7].
- Почётная грамота Совета Министров Республики Беларусь (25 февраля 2010 года) — за безупречную работу в области внешней политики Республики Беларусь, плодотворную деятельность по развитию международного сотрудничества и укреплению авторитета государства на международной арене[8].
- Почётная грамота Национального собрания Республики Беларусь (12 мая 2003 года) — за заслуги в развитии законодательства в области национальной безопасности, охраны и защиты Государственной границы Республики Беларусь и межгосударственных связей в сфере трансграничного сотрудничества[9].
- Почётный гражданин города Гродно (10 ноября 2004 года) — за многолетний честный труд по защите интересов Республики Беларусь, патриотическому воспитанию молодого поколения и большой личный вклад в общественную жизнь г. Гродно[10].
- Почётный член Совета командующих Пограничными войсками СНГ (24 апреля 2008 года)[11].

## Воинские звания
- Генерал-майор (25 ноября 1993 года)[12].
- Генерал-лейтенант